# Dubfire
Ali Shirazinia (nacido el 19 de abril de 1971 en Teherán, Irán) conocido por su nombre artístico Dubfire, es un disc jockey y productor iraní-estadounidense, actualmente radicado en Barcelona, España. Es una de las mitades del dúo de música house Deep Dish, ganadores del premio Grammy. En 2008, alcanzó su mejor posición en la encuesta anual realizada por la revista DJmag, posicionándose en la ubicación #30. Actualmente es uno de los referentes del minimal techno, y es propietario del sello SCI + TEC Digital Audio.

## Biografía
Shirazinia nació en Irán y se trasladó con su familia a Washington D. C., a una edad temprana. Durante su juventud junto con el Dj Harvar escuchaban varias ritmos musicales como el Hip-Hop, jazz/rare groove, dub reggae, new wave e industrial, y también fue influenciado por la escena punk local y por bandas de Washington D. C., como Fugazi y Minor Threat. Shirazinia frecuentaba una tienda de discos  llamado "Yesterday And Today Records", donde se familiarizó con los sonidos de artistas como Kraftwerk, Ministry, Jesus & Mary Chain, Depeche Mode, Nitzer Ebb, Adrian Sherwood y Einstürzende Neubauten.
En 1991, Shirazinia, junto a su compatriota Sharam Tayebi, forman Deep Dish. Lanzaron reconocidos clásicos del dance, comenzando con el remix de 1995 de 'Hideaway' para De'Lacy, y llegaron a trabajar con una ecléctica selección de nombres en el pop, rock y electrónica. Shirazinia y Tayebi fundaron Deep Dish Records, y llegaron a consagrarse en la escena musical, al obtener un premio Grammy en 2002, por su remix de "Thank You" para la cantante británica Dido, junto con muchos otros premios de alto perfil. Luego de una exitosa trayectoria con Deep Dish, tanto Shirazinia y Tayebi decidieron en el año 2006, hacer un impasse en el proyecto musical y emprender rumbos por separado.
Su sonido, ya como solista, difiere notablemente del de Deep Dish, que derivó en un minimal techno, en lugar del Progressive house de su anterior proyecto.
Una de sus primeras producciones fue “I Feel Speed”, un cover de la banda surgida en la década de 1980, Love and Rockets, en la que cuenta con su propia voz. Esta producción, se puede describir entre una fusión del sonido de Deep Dish con algunos tintes más oscuros. Shirazinia también contribuyó en su curiosa faceta como cantante en “In Love With A Friend” en el álbum George Is On de Deep Dish.
En 2007, decidió lanzar su sello discográfico propio, SCI + TEC Digital Audio, con el que edita sus primeras producciones con un sonido cercano al minimal, entre ellos "Roadkill" y "RibCage". Este último, se convirtió en el primer lanzamiento del sello Desolat, propiedad del productor alemán, Loco Dice.
Debido a esto, llamó la atención de Richie Hawtin, quién decidió incorporárlo a su reconocida discográfica M_nus, donde incluyó en el EP, Expansion / Contraction, el track "Emissions" y editó una re-versión de Spastik, el clásico que Hawtin produjo en 1993 bajo su alias Plastikman. Tiempo más tarde, fue tentado por Sven Vath para editar sus trabajos en su sello Cocoon Recordings.
Ya en 2008, fue uno de los responsables del remix de “Grindhouse”' para Danton Eeprom y Radio Slave, donde revela definitivamente un sonido lleno de oscuridad y de un auténtico tech house. Las revistas Groove y  Raveline la denominaron como el "mejor remix del año 2008". En 2009, lanza junto a Loco Dice, una compilación en formato de álbum doble para el sello Cocoon.
En 2010, fue requerido por la mítica banda británica Underworld, para coproducir dos pistas (Bird 1 y Grace), incluidas en su álbum Barking. También son destacadas sus colaboraciones con el prestigioso productor alemán de techno Oliver Huntemann, lanzados por su sello Ideal Audio.
Actualmente, el sello de Dubfire, SCI + TEC, se ha convertido en un espacio para promover nuevos talentos musicales, como Shdwplay, Macromism, Rocha & Lewinger y de reconocida trayectoria, como son Zoo Brazil, Carlo Lio, Christopher Bleckmann y Paul Ritch, entre otros.

## Discografía

### Álbumes
Compilaciones
- 2003: Global Underground: Toronto: Dubfire [Afterclub Mix] [Global Underground]
- 2007: Global Underground GU31: Taipei  [Global Underground]
- 2009: Sci+Tec: Past/Present/Future [DJ Magazine]
- 2009: Dubfire's Digital Dreams [Mixmag]
- 2009: Ten Years Cocoon Ibiza [Cocoon Recordings]

### Sencillos
- 2007: “Roadkill” [SCI + TEC Digital Audio]
- 2007: “RibCage” [Desolat]
- 2007: “Emissions” [M_nus]
- 2007: “I Feel Speed” [SCI + TEC Digital Audio]
- 2008: “Diablo” (con Oliver Huntemann) [Cocoon Recordings]
- 2008: “Dios” (con Oliver Huntemann) [Ideal Audio]
- 2009: “Rabid” [SCI + TEC Digital Audio]
- 2010: “Fuego” (con Oliver Huntemann) [Ideal Audio]
- 2010: “Rejekt” [Cocoon J]
- 2011: “Terra” (con Oliver Huntemann) [Ideal Audio]
- 2012: “OCTVS” [SCI + TEC Digital Audio]
- 2013: “Aire” (con Oliver Huntemann) [Ideal Audio]
- 2014: “Agua” (con Oliver Huntemann) [SCI + TEC Digital Audio]
- 2014: “Exit” (con Miss Kittin) [SCI + TEC Digital Audio]
- 2016: “Ride” (con Miss Kittin) [SCI + TEC Digital Audio]

### Remixes
- 1993: Naomi Daniel – Feel the Fire (Deep Dish Dubfire's Burning Remix)
- 1993: Angela Marni – Slippin' & Slidin' (Soul Food Remix)
- 1994: Elastic Reality – Cassa De X (Dubfire's Deep Vocal Mix / Crowd Da' Floor Vocal Dub / Dubfire's Xcursion)
- 1994: Deep Dish Presents Prana – The Dream (Dubfire's Dream Of Paradise / Paradise Dub)
- 1994: Watergate – Lonely Winter (Dubfire's Luv Dub / Luv Beats)
- 1995: e-N – The Horn Ride (Dubfire's Faraway Dub)
- 1995: De'Lacy – Hideaway (Dubfire Needs To Score)
- 2006: Nitzer Ebb – Control (I'm Here) (Dubfire's Jamrock Remix)
- 2006: Robbie Rivera feat. Justine Suissa – Float Away (Dubfire's Deep Dish Casaplex Mix)
- 2006: Nic Fanciulli – Lucky Heather (Dubfire's Lucky 13 Remix - Parts 1 + 2)
- 2007: Christian Smith & John Selway – Transit Time (Dubfire Remix)
- 2007: DJ Yellow – 1st Step (Dubfire's Dubstep Re-Edit)
- 2007: Axwell Feat. Max'C – I Found U (Dubfire's Summer of Luv Mix / Summer of Dub Mix)
- 2007: Meat Katie & D. Ramírez – Stop the Revolution (Dubfire's Arrowhead Dub)
- 2007: Plastikman – Spastik (Dubfire Rework)
- 2007: UNKLE feat. Ian Astbury – Hold My Hand (Dubfire Remix)
- 2007: System 7 – Space Bird (Dubfire Deep Space Remix)
- 2008: Gregor Tresher – A Thousand Nights (Dubfire Quiet Storm Remix)
- 2008: Booka Shade – Charlotte (Dubfire Remix)
- 2008: Radio Slave Feat. Danton Eeprom – Grindhouse (Dubfire Terror Planet Remix)
- 2008: Minilogue – Jamaica (Dubfire Dreadmill Remix)
- 2009: Paul Ritch – Split the Line (Dubfire's Mega Remix)
- 2011: Paperclip People – 4 My Peepz (Dubfire Rework)
- 2011: Davide Squillace & Guti – That Ginger Ponytail (Dubfire Remix)
- 2012: Harvard Bass – Plex (Dubfire Rework)
- 2013: Marc Houle & Miss Kittin – Where is Kittin? (Dubfire Remix)
- 2013: Figueroa & Obando – Riesling (Dubfire Remix)